# Pentecôtisme unitarien
Le pentecôtisme unitaire ou unitarien, parfois appelé mouvement Jésus seul (également connu en anglais sous le nom de Oneness Pentecostalism, Jesus' Name Pentecostalism, Jesus Only movement) est un mouvement religieux non trinitaire au sein de du courant chrétien protestant dit pentecôtiste,,. Il doit son nom à la spécificité de son enseignement sur la nature de Dieu, qui se rapproche du monarchianisme modaliste,,. Dans la doctrine du pentecôtisme unitarien, il y a un seul Dieu, esprit divin unique sans distinction de personnes, qui se manifeste de plusieurs façons, y compris en tant que Père, Fils et Saint-Esprit,,. Cela contraste fortement avec la doctrine des trois personnes distinctes et éternelles posée par la théologie trinitaire,,,, à laquelle adhèrent la grande majorité des Églises chrétiennes.
Les croyants unitariens baptisent au nom de Jésus-Christ, et non en utilisant une formule trinitaire,,. Pour eux, Jésus est le seul nom du Père, du Fils et du Saint-Esprit, et toutes les activités religieuses doivent donc être effectuées en invoquant ce seul nom.
Le mouvement pentecôtiste unitarien émerge pour la première fois en Amérique du Nord vers 1914 à la suite d'un schisme en raison de différends doctrinaux au sein du mouvement dit Finished Work Pentecostal (issu lui-même d'une scission avec le pentecôtisme de la sainteté, Holiness Pentecostalism) - en particulier au sein des Assemblées de Dieu  – et revendique environ 24 millions d'adhérents aujourd'hui.

## Églises pentecôtistes unitariennes
Ces Églises ont été fondées et comptent la plus grande partie de leur fidèles aux États-Unis, sauf précision contraire.
- Apostolic Assembly of the Faith in Christ Jesus
- Assemblies of the Lord Jesus Christ
- Bible Way Church of Our Lord Jesus Christ
- Church of the Lord Jesus Christ
- Church of Our Lord Jesus Christ of the Apostolic Faith
- Église du véritable Jésus (fondée en Chine, avec des communautés importantes dans d'autres pays)
- Église pentecôtiste unie internationale
- Jesus Miracle Crusade (fondée aux Philippines)
- Iglesia Evangelica Apostolica del Nombre de Jesus (fondée en Équateur)
- Pentecostal Assemblies of Jesus Christ
- Pentecostal Assemblies of the World (fondée aux États-Unis, avec des communautés importantes dans d'autres pays, notamment des Caraïbes et d'Afrique subsaharienne)
- Pentecostal Churches of Christ